# جمشید دانایی‌فر
جمشید دانایی‌فر (زاده ۱۳۶۶ در محمدآباد - درگذشته ۳ فروردین ۱۳۹۳) گروهبان یکم و مرزبان در نیروی انتظامی جمهوری اسلامی ایران بود که پس از ۳۶ روز اسارت توسط گروه جیش العدل، کشته شد. انتشار خبر دار زدن وی که تنها بیست روز از به دنیا آمدن فرزندش گذشته بود، موجی از واکنشها را میان مردم ایران برانگیخت.

## به اسارت گرفته شدن شدن توسط گروه جیش العدل
تلویزیون العربیه در ۲۸ بهمن ۱۳۹۲ فیلمی را منتشر ساخت که حاکی از اسارت پنج سرباز مرزبان ایرانی توسط سازمان جیش العدل بود. در این فیلم کوتاه یکی از سربازان می‌گوید: «بسم‌الله الرحمن الرحیم. گروهبان یکم جمشید دانایی‌فر فرزند محمد؛ من و دوستانمان که در دست سازمان جیش‌العدل اسیر هستیم، در سلامتی کامل به سر می‌بریم و از آن‌ها هیچ‌گونه نارضایتی نداریم و از حکومت جمهوری اسلامی ایران خواستاریم که خواسته آنان را برآورده کنند تا ما به کانون گرم خانواده‌های خود برگردیم.»
این افراد در منطقه عمومی جکیگور استان سیستان و بلوچستان در حین انجام وظیفه مفقود و به کوه‌های بلوچستان منتقل شدند.

## محکومیت گسترده اسارت نیروهای ایرانی
اقدام گروه جیش العدل در اسارت مرزبانان ایرانی با محکومیت گسترده در داخل و خارج ایران مواجه شد.
این اقدام بازتاب فراوانی در شبکه‌های اجتماعی و جامعه ایران داشت و همدردی گسترده‌ای را با این سربازان و خانواده‌های آنان ایجاد کرد. بیش از یک میلیون نفر به دعوت هنرمندان در کمپینی برای درخواست از سازمان ملل جهت آزادی سربازان ایرانی شرکت کردند. بسیاری از هنرمندان ورزشکاران و شخصیت‌های مختلف نیز در بیانیه‌هایی خواستار آزادی سربازان شدند.
همچنین موج درخواست‌ها برای آزادی این سربازان هشتگ #FreeIranianSoldiers را در توییتر به یکی از موضوعات داغ تبدیل کرد. تعداد توییت‌های ایرانیان در این باره بیش از دو میلیون برآورد شده و موجب بسته شدن حساب سازمان جیش العدل در توییتر و واکنش آنان گردید. توییت‌ها و واکنش‌های ایرانیان در برابر این رویداد ضد حکومتی توجه رسانه‌های غیر ایرانی نیز جلب کرد.

## کشته‌شدن
جمشید دانایی‌فر توسط گروه جیش‌العدل در سال ۱۳۹۳ کشته شد.
۴ فروردین ۱۳۹۳ گروه جیش العدل در وبلاگ خود اعلام کرد که جمشید دانایی‌فر را دار زده‌است. این گروه ادعا کرد که آقای دانایی‌فر را به تلافی مرگ یکی از نزدیکان اعضای گروه خود در زندانی داخل ایران که زیر شکنجه کشته شده کشته‌است.
همچنین مولوی عبدالحمید، امام جمعه وقت اهل سنت زاهدان، که در آزادی مرزبانان ایرانی نقش مؤثری داشت، در تاریخ ۱۹ فروردین ۱۳۹۳ اذعان کرد که موضوع کشته شدن جمشید دانایی‌فر به دست گروه جیش العدل و دفن او در کوه‌های بلوچستان ایران «تقریباً تأیید شده‌است». وی گفت افرادی که برای مذاکره با گروه جیش العدل و تحویل گرفتن مرزبانان ایرانی از مرزهای ایران خارج شده بودند، نتیجه گرفته‌اند که جسد آقای دانایی‌فر در مناطق کوهستانی بلوچستان ایران دفن شده‌است.
وزارت اطلاعات پس از یک سال در فروردین ۱۳۹۴ در بیانیه‌ای اعلام کرد که پیکر وی را کشف و شناسایی کرده به کشور منتقل نموده‌است.

### واکنش‌ها به خبر کشته‌شدن
- مرضیه افخم، سخنگوی وزارت امور خارجه جمهوری اسلامی ایران، دولت پاکستان را مسئول پاسخگویی به این اقدام ناگوار دانست و از آنان خواست به دستگیری و تحویل عاملان اقدام فوری کنند. وی افزود ایران آمادگی دارد هرگونه همکاری در هر سطحی با دولت پاکستان برای تأمین امنیت مناطق مرزی دو کشور و مقابله با تروریسم به عمل آورد.[۸]
- بان کی مون، دبیرکل سازمان ملل این اقدام را محکوم کرد و خواستار اقدام قانونی برضد عاملان واقعه شد.[۹]
- علی اوسط هاشمی، استاندار سیستان و بلوچستان گفت این اقدام بی‌پاسخ نخواهد ماند.[۱۰]
- الهام نظام دوست همسر جمشید دانایی‌فر از مجامع بین‌المللی برای کمک به روشن شدن وضعیت همسرش درخواست همکاری کرد.
- عبدالرضا رحمانی فضلی، وزیر کشور وقت ایران، در ۲۱ فروردین ۱۳۹۳ گفت که در حال حاضر نمی‌توان مرگ جمشید دانایی‌فر را قبول کرد و دولت پاکستان باید پاسخگوی این موضوع باشد. او افزود هیچ‌یک از اطلاعاتی که تاکنون دربارهٔ وضعیت دانایی‌فر منتشر شده «کامل نیست و تنها حرف است».
- سید حسین نقوی حسینی، سخنگوی کمیسیون امنیت ملی مجلس، در ۲۷ فروردین ۱۳۹۳ گفت که قرائن و دلایلی وجود دارد که جمشید دانایی فر زنده است و با مجاهدان جیش العدل همکاری می‌کند اما نمی‌تواند آن را فعلاً تأیید یا تکذیب کندوبرخی اذعان نموده‌اند که به آمریکا پناهنده شده‌است ولی این ادعا هم تأیید نشده‌است.
- حسینعلی امیری، قائم مقام وزارت کشور، در ۲۷ فروردین ۱۳۹۳ از حسین نقوی، سخنگوی کمیسیون امنیت ملی مجلس، خواست شواهد و مدارک ادعای خود را ارائه دهد.
- علاءالدین بروجردی، رئیس کمیسیون امنیت ملی و سیاست خارجی مجلس، در ۲۷ فروردین ۱۳۹۳ با اشاره به سخنان سخنگوی کمیسیون (حسین نقوی) گفت که از زنده بودن دانایی فر اطلاعی ندارد.
- اسماعیل احمدی‌مقدم، فرمانده نیروی انتظامی، در روز ۲۷ فروردین ۱۳۹۳ از وضعیت آقای دانایی‌فر ابراز بی‌اطلاعی کرد.

### کشف جسد
وزارت اطلاعات ایران در تاریخ دوم فروردین ۱۳۹۴ با انتشار بیانیه‌ای از کشف جسد گروهبان دانایی‌فر خبر داد.
با دستگیری تنی چند از عوامل دخیل در کشتن گروهبان دانایی‌فر بعد از گذشت یک سال از این جنایت بدست عناصر گروهک تروریستی ضدانقلاب، پیکر وی کشف، شناسایی و در تاریخ ۱/۱/۹۴ به داخل کشور بازگردانده شد.